# Фужер сир Бјевр
Фужер сир Бјевр (фр. Fougères-sur-Bièvre) насеље је и општина у централној Француској у региону Центар (регион), у департману Лоар и Шер која припада префектури Блоа.
По подацима из 2011. године у општини је живело 807 становника, а густина насељености је износила 54,94 становника/km². Општина се простире на површини од 14,69 km². Налази се на средњој надморској висини од 110 метара (максималној 121 m, а минималној 78 m).

## Демографија
| 1962. | 1968. | 1975. | 1982. | 1990. | 1999. | 2011. |
| ----- | ----- | ----- | ----- | ----- | ----- | ----- |
| 515   | 553   | 598   | 638   | 648   | 653   | 807   |

График промене броја становника у току последњих година